# Abundâncio (general de Dagoberto)
Abundâncio (em latim: Abundantius) foi um general romano do século VII ativo no Reino Merovíngio durante o reinado de Dagoberto I (r. 629–634).

## Vida
Abundâncio aparece em 631, quando liderou com Venerando um exército reunido por Dagoberto em Tolosa para acompanhar Sisenando para Saragoça. Eles retornaram à Gália após a coroação de Sisenando em 26 de março de 631. Os eventos são narrados por Fredegário para o nono ano de Dagoberto (630).